# 1333

## Události
- 2. března – na polský trůn nastupuje Kazimír III., sousední panovníci však v té chvíli jeho titul neuznávají a nazývají jej „králem Krakowa“
- 14. dubna – vojsko Karla, syna Jana Lucemburského, bylo rozprášeno u Ferrary
- 6. června – William Donn de Burgh, 3. earl z Ulsteru byl zavražděn, čímž v Irsku započala Burkova občanská válka.
- 7. července – japonský císař Kógon byl svržen z trůnu
- 19. července – Bitva u Halidon Hillu: Eduard III. porazil Sira Archibalda Douglase, během druhé války o skotskou nezávislost.
- 30. října – Karel, syn Jana Lucemburského, se vrací do Čech a spravuje království místo svého nepřítomného otce
- 4. listopadu – povodně na řece Arno způsobily mohutné poničení Florencie, což bylo zaznamenáno Giovannim Villanim.
- Jan z Dražic, biskup pražský, založil v Roudnici augustiniánský klášter a kamenný most
- V jižní Evropě se odehrál veliký hladomor. Je znám díky zápisům katalánských historiků jako „První zlý rok“, ekvivalent k Velkému hladomoru dále na sever, rané zmínce o katastrofách poloviny čtrnáctého století.[1]
- Vypukl hladomor v Číně (trval až do roku 1337), zahynulo šest milionů lidí.
- Konec období Kamakura, začátek restaurace Kemmu v Japonsku.

## Narození
- 13. ledna – Jindřich II. Kastilský, král Kastilie a Leónu († 29. května 1379)
- ? – Eleonora Aragonská, kyperská královna jako manželka Petra I. († 1416)
- ? – Helena Kantakuzenovna, byzantská císařovna jako manželka Jana V. Palaiologose († 1396
- ? – Kanami, japonský herec a tvůrce her noh († 1384)
- ? – Michail Alexandrovič Tverský, kníže tverský a vladimirský († 26. srpna 1399)
- ? – Carlo Zeno, benátský admirál († 1418)
- ? – Čang Jü, čínský básník, esejista a malíř († 1385)

## Úmrtí
- 7. února – Nikko, japonský duchovní, zakladatel buddhismu větve Nichiren Shoshu (* 1246)
- 2. března – Vladislav I. Lokýtek, polský král (* asi 1260)
- 18. června – Jindřich XV. Bavorský, bavorský vévoda (* 1312)
- 19. července – Archibald Douglas, skotský šlechtic (* před 1298)
- 28. července – Guy VIII. z Viennois, dauphin z Vienne (* 1309)
- 25. září – Morikuni, 9. šógun Kamakura v Japonsku (* 1301)
- 16. října – Mikuláš V., vzdoropapež (* kolem 1275)
- ? – Imelda Lambertini, italská blahoslavená (* 1322)
- ? – Ján I. Drugeth, uherský palatin (* 1288)

## Hlavy států
- České království – Jan Lucemburský
- Svatá říše římská – Ludvík IV. Bavor
- Papež – Jan XXII.
- Švédské království – Magnus II. Eriksson
- Norské království – Magnus VII. Eriksson
- Dánské království – bezvládí
- Skotské království – David II. Bruce
- Anglické království – Eduard III.
- Francouzské království – Filip VI. Valois
- Aragonské království – Alfons IV. Dobrý
- Kastilské království – Alfons XI. Spravedlivý
- Portugalské království – Alfons IV. Statečný
- Polské království – Vladislav I. Lokýtek – Kazimír III. Veliký
- Uherské království – Karel I. Robert
- Velkoknížectví litevské – Gediminas
- Moskevské knížectví – Ivan I. Kalita
- Bulharská říše – Ivan Alexandr
- Byzantská říše – Andronikos III. Palaiologos